# ENGIE Open de Biarritz
L'ENGIE Open de Biarritz Pays basque est un tournoi professionnel féminin de tennis situé à Biarritz en France. Depuis 2024, ce tournoi du circuit ITF a une dotation de 100 000 $ ce qui en fait l'un des plus importants du circuit secondaire féminin. Il se déroule chaque année en juin sur terre battue.
L'édition 2025 a eu lieu du 9 au 15 juin au Biarritz Olympique Tennis, au Parc des sports d'Aguiléra.
Un tournoi masculin de catégorie Challenger (25 000 $) s'est tenu à Biarritz en 1979. Organisé au début du mois d'août, il constituait la première étape d'une tournée composée des tournois de Royan et du Touquet.

## Tournoi féminin

### En simple
| Année | Dotation  | Vainqueur             | Finaliste                 | Score          |
| ----- | --------- | --------------------- | ------------------------- | -------------- |
| 2003  | 25 000 $  | Zuzana Ondrášková     | Natalia Gussoni           | 6-0, 6-3       |
| 2004  | 25 000 $  | Bahia Mouhtassine     | Laura Pous Tió            | 6-4, 7-64      |
| 2005  | 25 000 $  | Martina Müller        | Timea Bacsinszky          | 4-6, 7-62, 6-2 |
| 2006  | 25 000 $  | Stéphanie Cohen-Aloro | Mădălina Gojnea           | 61-7, 6-4, 6-4 |
| 2007  | 25 000 $  | Pauline Parmentier    | Selima Sfar               | 6-2, 6-4       |
| 2008  | 25 000 $  | Kathrin Wörle         | Selima Sfar               | 6-1, 6-3       |
| 2009  | 100 000 $ | Julia Görges          | Ekaterina Dzehalevich     | 7-5, 6-0       |
| 2010  | 100 000 $ | Julia Görges          | Sophie Ferguson           | 6-2, 6-2       |
| 2011  | 100 000 $ | Pauline Parmentier    | Patricia Mayr-Achleitner  | 1-6, 6-4, 6-4  |
| 2012  | 100 000 $ | Romina Oprandi        | Mandy Minella             | 7-5, 7-5       |
| 2013  | 100 000 $ | Stephanie Vogt        | Anna Karolína Schmiedlová | 1-6, 6-3, 6-2  |
| 2014  | 100 000 $ | Kaia Kanepi           | Teliana Pereira           | 6-2, 6-4       |
| 2015  | 100 000 $ | Laura Siegemund       | Romina Oprandi            | 7-5, 6-3       |
| 2016  | 100 000 $ | Rebecca Šramková      | Martina Trevisan          | 6-3, 4-6, 6-1  |
| 2017  | 80 000 $  | Mihaela Buzărnescu    | Patty Schnyder            | 6-4, 6-3       |
| 2018  | 80 000 $  | Tamara Korpatsch      | Timea Bacsinszky          | 6-2, 7-5       |
| 2019  | 80 000 $  | Viktoriya Tomova      | Danka Kovinić             | 6-2, 5-7, 7-5  |
| 2021  | 60 000 $  | Francesca Jones       | Oksana Selekhmeteva       | 6-4, 7-6       |
| 2022  | 60 000 $  | Mina Hodzic           | Lucie Nguyen Tan          | 6-3, 6-3       |
| 2023  | 60 000 $  | Fiona Ferro           | Ipek Oz                   | 7-5, 6-3       |
| 2024  | 100 000 $ | Sara Saito            | Margaux Rouvroy           | 5-7, 6-3, 6-3  |
| 2025  | 100 000 $ | Mayar Sherif          | Sarah Rakotomanga         | 7-5, 6-4       |

### En double
| Année | Vainqueurs                            | Finalistes                              | Score             |
| ----- | ------------------------------------- | --------------------------------------- | ----------------- |
| 2003  | Lucie Ahl Selima Sfar                 | Yuliya Beygelzimer Anna Zaporozhanova   | 6-1, 6-1          |
| 2004  | Mariya Koryttseva Elena Tatarkova     | Alona Bondarenko Valeria Bondarenko     | 7-5, 6-0          |
| 2005  | Stéphanie Cohen-Aloro Selima Sfar     | Timea Bacsinszky Aurélie Védy           | 6-2, 6-1          |
| 2006  | Nina Bratchikova Yaroslava Shvedova   | Klaudia Jans Alicja Rosolska            | 6-3, 6-2          |
| 2007  | Evgeniya Rodina Yevgenia Savranska    | Ekaterina Ivanova Iryna Kuryanovich     | 2-6, 6-1, 6-3     |
| 2008  | Martina Müller Christina Wheeler      | Jorgelina Cravero Betina Jozami         | 7-65, 3-6, [10-8] |
| 2009  | Chan Yung-jan Anastasia Rodionova     | Akgul Amanmuradova Darya Kustova        | 3-6, 6-4, [10-7]  |
| 2010  | Sharon Fichman Julia Görges           | Lourdes Domínguez Lino Monica Niculescu | 7-5, 6-4          |
| 2011  | Alexandra Panova Urszula Radwańska    | Erika Sema Roxane Vaisemberg            | 6-2, 6-1          |
| 2012  | Séverine Beltrame Laura Thorpe        | Lara Arruabarrena Mónica Puig           | 6-2, 6-3          |
| 2013  | Yuliya Beygelzimer Olga Savchuk       | Vera Dushevina Ana Vrljić               | 2-6, 6-4, [10-8]  |
| 2014  | Florencia Molinero Stephanie Vogt     | Lourdes Domínguez Lino Teliana Pereira  | 6-2, 6-2          |
| 2015  | Başak Eraydın Lidziya Marozava        | Réka Luca Jani Stephanie Vogt           | 6-4, 6-4          |
| 2016  | Irina Khromacheva Maryna Zanevska     | Cornelia Lister Nina Stojanović         | 4-6, 7-5, [10-8]  |
| 2017  | Irina Maria Bara Mihaela Buzărnescu   | Cristina Bucșa Isabelle Wallace         | 6-3, 6-1          |
| 2018  | Irina Maria Bara Valentina Ivakhnenko | Ysaline Bonaventure Helene Scholsen     | 6-4, 6-1          |
| 2019  | Manon Arcangioli Kimberley Zimmermann | Victoria Rodríguez Ioana Loredana Roșca | 2-6, 6-3, [10-6]  |
| 2021  | Oksana Selekhmeteva Daniela Vismane   | Sarah Beth Grey Magali Kempen           | 6-3, 7-65         |
| 2022  | Anna Danilina Valeriya Strakhova      | María Carlé Maria Timofeeva             | 2-6, 6-3, [14-12] |
| 2023  | Weronika Falkowska Katarzyna Kawa     | Conny Perrin Anna Sisková               | 7-62, 7-5         |
| 2024  | Irene Burillo María José Portillo     | Jessie Aney Justina Mikulskyte          | 4-6, 6-1, [10-5]  |

## Tournoi masculin

### En simple
| Année | Vainqueur      | Finaliste       | Score                   |
| ----- | -------------- | --------------- | ----------------------- |
| 1979  | Éric Deblicker | Kjell Johansson | 6-4, 6-4, 2-6, 2-6, 8-6 |

### En double
| Année | Vainqueurs             | Finalistes                  | Score         |
| ----- | ---------------------- | --------------------------- | ------------- |
| 1979  | Ernie Ewert Victor Eke | Hervé Gauvain Jérôme Vanier | 6-1, 6-4, 6-1 |